# Приз имени Джона Вудена
Приз имени Джона Вудена (англ. John R. Wooden Award) — баскетбольная награда, ежегодно вручаемая лучшему игроку года среди студентов. Премия считается одной из самых престижных наград в студенческом баскетболе наряду с призом Нейсмита. Этот приз присуждается лучшему игроку среди мужчин и женщин, лучшему тренеру, а также лучшей команде.
Вручает премию Los Angeles Athletic Club — некоммерческая организация, целью которой является чтить наследие легендарного наставника команды «УКЛА Брюинз» Джона Вудена (1910—2010), в честь которого она получила своё название. Джон Вуден учился в университете Пердью и в 1932 году был признан лучшим баскетболистом года среди студентов. По окончании университета он тренировал команды Индианского университета (1946—1948) и УКЛА (1948—1975), в которой сделал самую успешную карьеру в истории мужского студенческого баскетбола, выиграв с ней десять национальных турниров NCAA (1964—1965, 1967—1973, 1975). Вуден стал первым человеком, который был включён в Зал славы баскетбола в качестве игрока (1961) и тренера (1973).
Первоначально премия вручалась только мужчинам, первым её лауреатом стал Маркес Джонсон из УКЛА. В 2004 году эта награда была расширена и стала вручаться женщинам, а её первой обладательницей стала Алана Бирд из университета Дьюка. Кроме того с 1999 года трофей стал присуждаться также лучшему тренеру, а с 2011 года и лучшей команде. Кевин Дюрант из университета Техаса, который получил эту награду в 2007 году, стал первым первокурсником, выигравшим этот приз, но в 2012 году его достижение повторил Энтони Дэвис из университета Кентукки, а в 2019 году к ним присоединился Зайон Уильямсон из университета Дьюка. Действующими победителями в этой номинации являются Зайон Уильямсон из университета Дьюка, Сабрина Ионеску из Орегонского университета и тренер мужской команды университета Оклахомы Лон Крюгер.

## Легенда
| *         | Избраны в Зал славы баскетбола |
| Игрок (X) | Количество титулов             |

## Лауреаты премии среди мужчин
| Сезон   | Игрок              | Фото | Университет                                | Позиция                                     | Год обучения |
| ------- | ------------------ | ---- | ------------------------------------------ | ------------------------------------------- | ------------ |
| 1976/77 | Маркес Джонсон     |      | Калифорнийский университет в Лос-Анджелесе | Лёгкий форвард / Атакующий защитник         | четвёртый    |
| 1977/78 | Фил Форд           |      | Университет Северной Каролины в Чапел-Хилл | Разыгрывающий защитник                      | четвёртый    |
| 1978/79 | Ларри Бёрд*        |      | Университет штата Индиана                  | Лёгкий форвард / Тяжёлый форвард            | четвёртый    |
| 1979/80 | Даррелл Гриффит    |      | Луисвиллский университет                   | Атакующий защитник                          | четвёртый    |
| 1980/81 | Дэнни Эйндж        |      | Университет Бригама Янга                   | Атакующий защитник / Разыгрывающий защитник | четвёртый    |
| 1981/82 | Ральф Сэмпсон*     |      | Виргинский университет                     | Центровой / Тяжёлый форвард                 | третий       |
| 1982/83 | Ральф Сэмпсон* (2) |      | Виргинский университет                     | Центровой / Тяжёлый форвард                 | четвёртый    |
| 1983/84 | Майкл Джордан*     |      | Университет Северной Каролины в Чапел-Хилл | Атакующий защитник                          | третий       |
| 1984/85 | Крис Маллин*       |      | Университет Сент-Джонс                     | Лёгкий форвард / Атакующий защитник         | четвёртый    |
| 1985/86 | Уолтер Берри       |      | Университет Сент-Джонс                     | Тяжёлый форвард / Лёгкий форвард            | четвёртый    |
| 1986/87 | Дэвид Робинсон*    |      | Военно-морская академия США                | Центровой                                   | четвёртый    |
| 1987/88 | Дэнни Мэннинг      |      | Канзасский университет                     | Тяжёлый форвард                             | четвёртый    |
| 1988/89 | Шон Эллиотт        |      | Аризонский университет                     | Лёгкий форвард                              | четвёртый    |
| 1989/90 | Лайонел Симмонс    |      | Университет Ла Салля                       | Лёгкий форвард                              | четвёртый    |
| 1990/91 | Ларри Джонсон      |      | Университет Невады в Лас-Вегасе            | Тяжёлый форвард / Лёгкий форвард            | четвёртый    |
| 1991/92 | Кристиан Леттнер   |      | Университет Дьюка                          | Тяжёлый форвард / Центровой                 | четвёртый    |
| 1992/93 | Калберт Чини       |      | Индианский университет в Блумингтоне       | Атакующий защитник / Лёгкий форвард         | четвёртый    |
| 1993/94 | Гленн Робинсон     |      | Университет Пердью                         | Лёгкий форвард                              | второй       |
| 1994/95 | Эд О'Бэннон        |      | Калифорнийский университет в Лос-Анджелесе | Лёгкий форвард / Атакующий защитник         | четвёртый    |
| 1995/96 | Маркус Кэмби       |      | Массачусетский университет в Амхерсте      | Центровой / Тяжёлый форвард                 | третий       |
| 1996/97 | Тим Данкан         |      | Уэйк-Форестский университет                | Центровой / Тяжёлый форвард                 | четвёртый    |
| 1997/98 | Антуан Джеймисон   |      | Университет Северной Каролины в Чапел-Хилл | Тяжёлый форвард / Лёгкий форвард            | третий       |
| 1998/99 | Элтон Брэнд        |      | Университет Дьюка                          | Тяжёлый форвард / Центровой                 | второй       |
| 1999/00 | Кеньон Мартин      |      | Университет Цинциннати                     | Тяжёлый форвард / Центровой                 | четвёртый    |
| 2000/01 | Шейн Баттье        |      | Университет Дьюка                          | Лёгкий форвард / Атакующий защитник         | четвёртый    |
| 2001/02 | Джей Уильямс       |      | Университет Дьюка                          | Разыгрывающий защитник                      | третий       |
| 2002/03 | Ти Джей Форд       |      | Техасский университет в Остине             | Разыгрывающий защитник                      | второй       |
| 2003/04 | Джамир Нельсон     |      | Университет Сент-Джозефс                   | Разыгрывающий защитник                      | четвёртый    |
| 2004/05 | Эндрю Богут        |      | Университет Юты                            | Центровой / Тяжёлый форвард                 | второй       |
| 2005/06 | Джей Джей Редик    |      | Университет Дьюка                          | Атакующий защитник / Разыгрывающий защитник | четвёртый    |
| 2006/07 | Кевин Дюрант       |      | Техасский университет в Остине             | Лёгкий форвард / Атакующий защитник         | первый       |
| 2007/08 | Тайлер Хэнсбро     |      | Университет Северной Каролины в Чапел-Хилл | Тяжёлый форвард                             | третий       |
| 2008/09 | Блэйк Гриффин      |      | Оклахомский университет                    | Тяжёлый форвард                             | второй       |
| 2009/10 | Эван Тёрнер        |      | Университет штата Огайо                    | Лёгкий форвард / Атакующий защитник         | третий       |
| 2010/11 | Джиммер Фредетт    |      | Университет Бригама Янга                   | Разыгрывающий защитник / Атакующий защитник | четвёртый    |
| 2011/12 | Энтони Дэвис       |      | Кентуккийский университет                  | Тяжёлый форвард                             | первый       |
| 2012/13 | Трей Бёрк          |      | Мичиганский университет                    | Разыгрывающий защитник                      | второй       |
| 2013/14 | Дуг Макдермотт     |      | Университет Крейтона                       | Лёгкий форвард                              | Четвёртый    |
| 2014/15 | Фрэнк Камински     |      | Висконсинский университет в Мадисоне       | Тяжёлый форвард                             | Четвёртый    |
| 2015/16 | Бадди Хилд         |      | Университет Оклахомы                       | Атакующий защитник                          | Четвёртый    |
| 2016/17 | Фрэнк Мейсон       |      | Канзасский университет                     | Разыгрывающий защитник                      | Четвёртый    |
| 2017/18 | Джейлен Брансон    |      | Университет Вилланова                      | Разыгрывающий защитник                      | Третий       |
| 2018/19 | Зайон Уильямсон    |      | Университет Дьюка                          | Лёгкий форвард / Тяжёлый форвард            | Первый       |
| 2019/20 | Оби Топпин         |      | Дейтонский университет                     | Тяжёлый форвард                             | Второй       |
| 2020/21 | Люка Гарза         |      | Айовский университет                       | Центровой                                   | Четвёртый    |
| 2021/22 | Оскар Шибвэй       |      | Кентуккийский университет                  | Центровой                                   | Третий       |
| 2022/23 | Зак Иди            |      | Университет Пердью                         | Центровой                                   | Третий       |
| 2024/25 | Зак Иди (2)        |      | Университет Пердью                         | Центровой                                   | Четвёртый    |
| 2024/25 | Купер Флэгг        |      | Университет Дьюка                          | Лёгкий форвард                              | Первый       |

## Лауреаты премии среди женщин
| Игрок (X) | Количество титулов |

| Сезон   | Игрок               | Фото | Университет                    | Позиция             | Год обучения |
| ------- | ------------------- | ---- | ------------------------------ | ------------------- | ------------ |
| 2003/04 | Алана Бирд          |      | Университет Дьюка              | Защитник / Форвард  | четвёртый    |
| 2004/05 | Сеймон Огастус      |      | Университет штата Луизиана     | Защитник / Форвард  | третий       |
| 2005/06 | Сеймон Огастус (2)  |      | Университет штата Луизиана     | Защитник / Форвард  | четвёртый    |
| 2006/07 | Кэндис Паркер       |      | Университет Теннесси           | Форвард / Центровой | третий       |
| 2007/08 | Кэндис Паркер (2)   |      | Университет Теннесси           | Форвард / Центровой | четвёртый    |
| 2008/09 | Майя Мур            |      | Коннектикутский университет    | Форвард             | второй       |
| 2009/10 | Тина Чарльз         |      | Коннектикутский университет    | Центровой           | четвёртый    |
| 2010/11 | Майя Мур (2)        |      | Коннектикутский университет    | Форвард             | четвёртый    |
| 2011/12 | Бриттни Грайнер     |      | Бэйлорский университет         | Центровой           | третий       |
| 2012/13 | Бриттни Грайнер (2) |      | Бэйлорский университет         | Центровой           | четвёртый    |
| 2013/14 | Чини Огвумике       |      | Стэнфордский университет       | Форвард             | четвёртый    |
| 2014/15 | Брианна Стюарт      |      | Коннектикутский университет    | Форвард             | Третий       |
| 2015/16 | Брианна Стюарт (2)  |      | Коннектикутский университет    | Форвард             | четвёртый    |
| 2016/17 | Келси Плам          |      | Вашингтонский университет      | Защитник            | Четвёртый    |
| 2017/18 | Эйжа Уилсон         |      | Университет Южной Каролины     | Форвард             | Четвёртый    |
| 2018/19 | Сабрина Ионеску     |      | Орегонский университет         | Защитник            | Третий       |
| 2019/20 | Сабрина Ионеску (2) |      | Орегонский университет         | Защитник            | Четвёртый    |
| 2020/21 | Пейдж Бекерс        |      | Коннектикутский университет    | Защитник            | Первый       |
| 2021/22 | Алия Бостон         |      | Университет Южной Каролины (2) | Форвард             | Третий       |
| 2022/23 | Кейтлин Кларк       |      | Айовский университет           | Защитник            | Третий       |
| 2023/24 | Кейтлин Кларк (2)   |      | Айовский университет (2)       | Защитник            | Четвёртый    |
| 2024/25 | Жужу Уоткинс        |      | Университет Южной Каролины (3) | Защитник            | Второй       |

## Лауреаты премии среди тренеров
| * | Избраны в Зал славы баскетбола |

| Сезон   | Тренер           | Фото | Университет                                  | Команда                            |
| ------- | ---------------- | ---- | -------------------------------------------- | ---------------------------------- |
| 1998/99 | Дин Смит*        |      | Университет Северной Каролины в Чапел-Хилл   | Северная Каролина Тар Хилз         |
| 1999/00 | Майк Кшижевски*  |      | Университет Дьюка                            | Дьюк Блю Девилз                    |
| 2000/01 | Лют Олсен*       |      | Аризонский университет                       | Аризона Уайлдкэтс                  |
| 2001/02 | Денни Крам*      |      | Луисвиллский университет                     | Луисвилл Кардиналс                 |
| 2002/03 | Рой Уильямс*     |      | Канзасский университет                       | Канзас Джейхокс                    |
| 2003/04 | Майк Монтгомери  |      | Стэнфордский университет                     | Стэнфорд Кардинал                  |
| 2004/05 | Джим Калхун*     |      | Коннектикутский университет                  | Коннектикут Хаскис                 |
| 2005/06 | Джим Бехайм*     |      | Сиракьюсский университет                     | Сиракьюс Орандж                    |
| 2006/07 | Джин Киди        |      | Университет Пердью                           | Пердью Бойлермейкерс               |
| 2007/08 | Пэт Саммитт*     |      | Университет Теннесси                         | Теннесси Леди Волантирс            |
| 2008/09 | Рик Барнс        |      | Техасский университет в Остине               | Техас Лонгхорнс                    |
| 2009/10 | Билли Донован    |      | Флоридский университет                       | Флорида Гейторс                    |
| 2010/11 | Том Иззо*        |      | Университет штата Мичиган                    | Мичиган Стэйт Спартанс             |
| 2011/12 | Джино Оримма*    |      | Коннектикутский университет                  | Коннектикут Хаскис                 |
| 2012/13 | Билл Селф*       |      | Канзасский университет                       | Канзас Джейхокс                    |
| 2013/14 | Тара ван Дервир* |      | Стэнфордский университет                     | Стэнфорд Кардинал                  |
| 2014/15 | Стив Фишер       |      | Государственный университет Сан-Диего        | Сан-Диего Стэйт Ацтекс             |
| 2015/16 | Табби Смит       |      | Техасский технологический университет        | Техас Тек Ред Райдерс              |
| 2016/17 | Маффет Макгро*   |      | Университет Нотр-Дам                         | Нотр-Дам Файтинг Айриш             |
| 2017/18 | Джей Райт        |      | Университет Вилланова                        | Вилланова Уайлдкэтс                |
| 2018/19 | Лон Крюгер       |      | Университет Оклахомы                         | Оклахома Сунерс                    |
| 2019/20 | Вивиан Стрингер  |      | Ратгерский университет                       | Ратгерс Скарлет Найтс              |
| 2020/21 | Дейв Янай        |      | Университет штата Калифорния в Лос-Анджелесе | Кал Стейт Лос-Анджелес Голден Иглз |
| 2021/22 | Рик Берд         |      | Университет Белмонт                          | Белмонт Брюинз                     |
| 2022/23 | Дон Стэйли       |      | Южно-Каролинский университет                 | Саут Каролайна Геймкокс            |
| 2023/24 | Джон Калипари    |      | Кентуккийский университет                    | Кентукки Уайлдкэтс                 |
| 2024/25 | Марк Фью         |      | Университет Гонзага                          | Гонзага Бульдогс                   |

## Споры
В августе 2005 года семья Вудена объявила, что она больше не будет участвовать в премии из-за спора, касающегося использования его имени. Однако он никогда не оспаривал использование своего имени до своей смерти в 2010 году, и премия продолжает носить его имя. «Я не хочу, чтобы что-то мешало продолжению существования премии», - сказал Вуден в интервью The Associated Press. В 2011 году в премии начала участвовать семья Вуденов.